# Rúben Neves
Rúben Diogo da Silva Neves (Santa Maria da Feira, 13 de marzo de 1997) es un futbolista portugués que juega como centrocampista en el Al-Hilal S. F. C. de la Liga Profesional Saudí.

## Trayectoria

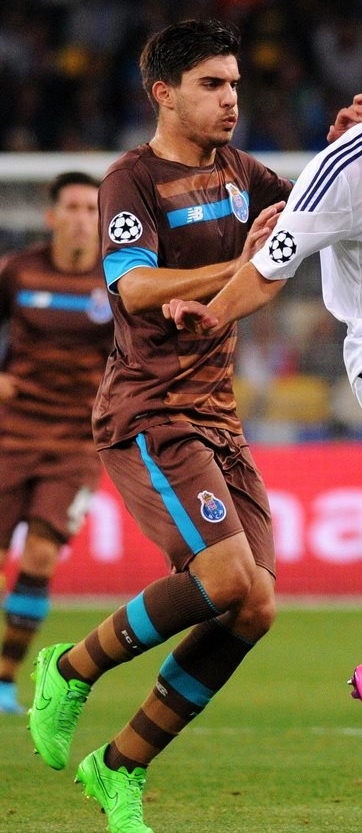
Neves jugando Champions League con Porto.

Tras llegar al Oporto cuando apenas tenía ocho años, Rúben Neves fue escalando por las diferentes categorías juveniles del club antes de jugar cedido en el Padroense FC durante la temporada 2012-13. La pasada campaña, Rúben Neves jugó con el combinado sub-17 del Oporto y estuvo en el banquillo en un par de encuentros del equipo B durante los meses de abril y mayo. Después el centrocampista brilló en la fase final del Europeo sub-17 celebrado en Malta, disputando todos los encuentros de Portugal camino a semifinales.
Con una vacante en la posición de mediocentro en el F. C. Porto tras la marcha de Fernando al Manchester City F. C. y con la llamada de Tomás Podstawski para disputar con Portugal el Campeonato Europeo de la UEFA Sub-19 2014 en el mes de julio, no desaprovechó la oportunidad de impresionar a su nuevo entrenador Julen Lopetegui durante la pretemporada.

## Selección nacional

### Categorías inferiores
En 2014 representó a Portugal en el Campeonato de Europa sub-17 alcanzando las semifinales como el capitán del equipo. Para sus actuaciones, Neves fue nombrado entre los 10 mejores talentos del torneo por una selección de los reporteros de la UEFA. El 29 de agosto de 2014, y pese a ser muy joven, fue llamado por el entrenador Rui Jorge para ser parte del equipo nacional portugués sub-21.

### Absoluta
Fue convocado por primera vez con la selección absoluta en noviembre de 2015 para dos partidos ante Rusia y Luxemburgo, debutando en la derrota ante los primeros válida para la clasificación para la Eurocopa 2016.
En 2018 entró en la preselección para participar en el Mundial, pero no fue incluido en la lista definitiva. Al año siguiente ganó la Liga de Naciones de la UEFA, participando en los últimos instantes de la final.
En mayo de 2021 fue convocado para participar en la Eurocopa 2020.

#### Participaciones en Copas del Mundo
| Mundial      | Sede  | Resultado        | Partidos | Goles |
| ------------ | ----- | ---------------- | -------- | ----- |
| Mundial 2022 | Catar | Cuartos de final | 4        | 0     |

#### Participaciones en Eurocopas
| Copa          | Sede     | Resultado        | Partidos | Goles |
| ------------- | -------- | ---------------- | -------- | ----- |
| Eurocopa 2020 | Europa   | Octavos de final | 1        | 0     |
| Eurocopa 2024 | Alemania | Cuartos de final | 4        | 0     |

## Estadísticas

### Clubes
| Club                                     | Div.          | Temporada     | Liga  | Liga  | Liga   | Copas nacionales | Copas nacionales | Copas nacionales | Torneos internacionales | Torneos internacionales | Torneos internacionales | Total | Total | Total  | Media goleadora |
| Club                                     | Div.          | Temporada     | Part. | Goles | Asist. | Part.            | Goles            | Asist.           | Part.                   | Goles                   | Asist.                  | Part. | Goles | Asist. | Media goleadora |
| ---------------------------------------- | ------------- | ------------- | ----- | ----- | ------ | ---------------- | ---------------- | ---------------- | ----------------------- | ----------------------- | ----------------------- | ----- | ----- | ------ | --------------- |
| F. C. Porto Portugal                     | 1.ª           | 2014-15       | 24    | 1     | 1      | 4                | 0                | 0                | 9                       | 0                       | 0                       | 37    | 1     | 1      | 0.03            |
| F. C. Porto Portugal                     | 1.ª           | 2015-16       | 22    | 1     | 0      | 8                | 1                | 0                | 8                       | 0                       | 2                       | 38    | 2     | 2      | 0.05            |
| F. C. Porto Portugal                     | 1.ª           | 2016-17       | 13    | 1     | 0      | 2                | 0                | 0                | 3                       | 0                       | 0                       | 18    | 1     | 0      | 0.06            |
| F. C. Porto Portugal                     | Total club    | Total club    | 59    | 3     | 1      | 14               | 1                | 0                | 20                      | 0                       | 2                       | 93    | 4     | 3      | 0.04            |
| Wolverhampton Wanderers F. C. Inglaterra | 2.ª           | 2017-18       | 42    | 6     | 1      | 0                | 0                | 0                | —                       | —                       | —                       | 42    | 6     | 1      | 0.14            |
| Wolverhampton Wanderers F. C. Inglaterra | 1.ª           | 2018-19       | 35    | 4     | 3      | 5                | 1                | 0                | —                       | —                       | —                       | 40    | 5     | 3      | 0.13            |
| Wolverhampton Wanderers F. C. Inglaterra | 1.ª           | 2019-20       | 38    | 2     | 2      | 3                | 0                | 0                | 13                      | 2                       | 1                       | 54    | 4     | 3      | 0.07            |
| Wolverhampton Wanderers F. C. Inglaterra | 1.ª           | 2020-21       | 36    | 5     | 1      | 4                | 0                | 1                | —                       | —                       | —                       | 40    | 5     | 2      | 0.13            |
| Wolverhampton Wanderers F. C. Inglaterra | 1.ª           | 2021-22       | 33    | 4     | 2      | 3                | 0                | 0                | —                       | —                       | —                       | 36    | 4     | 2      | 0.11            |
| Wolverhampton Wanderers F. C. Inglaterra | 1.ª           | 2022-23       | 35    | 6     | 1      | 6                | 0                | 0                | —                       | —                       | —                       | 41    | 6     | 1      | 0.15            |
| Wolverhampton Wanderers F. C. Inglaterra | Total club    | Total club    | 219   | 27    | 10     | 21               | 1                | 1                | 13                      | 2                       | 1                       | 253   | 30    | 12     | 0.12            |
| Al-Hilal S. F. C. Arabia Saudita         | 1.ª           | 2023-24       | 32    | 3     | 12     | 7                | 2                | 0                | 15                      | 3                       | 3                       | 54    | 8     | 15     | 0.15            |
| Al-Hilal S. F. C. Arabia Saudita         | 1.ª           | 2024-25       | 26    | 1     | 8      | 3                | 0                | 1                | 14                      | 1                       | 3                       | 43    | 2     | 12     | 0.05            |
| Al-Hilal S. F. C. Arabia Saudita         | Total club    | Total club    | 58    | 4     | 20     | 10               | 2                | 1                | 29                      | 4                       | 6                       | 97    | 10    | 27     | 0.1             |
| Total carrera                            | Total carrera | Total carrera | 336   | 34    | 31     | 45               | 4                | 2                | 62                      | 6                       | 9                       | 443   | 44    | 43     | 0.1             |
| 1. 2.                                    |               |               |       |       |        |                  |                  |                  |                         |                         |                         |       |       |        |                 |

## Palmarés

### Campeonatos nacionales
| Título                       | Club                          | País           | Año  |
| ---------------------------- | ----------------------------- | -------------- | ---- |
| Football League Championship | Wolverhampton Wanderers F. C. | Inglaterra     | 2018 |
| Supercopa de Arabia Saudita  | Al-Hilal S. F. C.             | Arabia Saudita | 2023 |
| Liga Profesional Saudí       | Al-Hilal S. F. C.             | Arabia Saudita | 2024 |
| Copa del Rey de Campeones    | Al-Hilal S. F. C.             | Arabia Saudita | 2024 |
| Supercopa de Arabia Saudita  | Al-Hilal S. F. C.             | Arabia Saudita | 2024 |

### Campeonatos internacionales
| Título                      | Club (*)              | País     | Año  |
| --------------------------- | --------------------- | -------- | ---- |
| Liga de Naciones de la UEFA | Selección de Portugal | Portugal | 2019 |
| Liga de Naciones de la UEFA | Selección de Portugal | Alemania | 2025 |

(*) Incluyendo la selección.